# Aegolius harrisii dabbenei
Aegolius harrisii dabbenei Olrog, 1979 è una sottospecie di civetta di Harris, diffusa dall'ovest della Bolivia al nord ovest dell'Argentina.